# Joseph Gutsche
Joseph Gutsche (ur. 5 kwietnia 1894 lub 1895, zm. 4 maja 1964 w Berlinie) – niemiecki komunista, generał major Stasi.

## Życiorys
Uczestnik I wojny światowej, 1915 wzięty do rosyjskiej niewoli, osadzony w obozie jenieckim w Rostowie nad Donem, 1917 wstąpił do SDPRR(b) i Czerwonej Gwardii. 1918 wrócił do Niemiec, wstąpił do Niezależnej Socjaldemokratycznej Partii Niemiec, brał udział w powstaniu w Berlinie. Po zakończeniu wojny prowadził działalność komunistyczną, pracował w KC KPD (członek tej partii od 1920), w październiku 1923 uczestniczył w zbrojnym powstaniu w Hamburgu, po stłumieniu którego wyjechał do Moskwy, gdzie uczył się na wojskowo-politycznych kursach Kominternu. Po powrocie do Niemiec 1924 aresztowany i uwięziony, 1927 zwolniony, 1930 ostatecznie emigrował do ZSRR. Pracował w służbach specjalnych ZSRR, od 1931 wykonywał specjalne zadania w Chinach i USA po linii Głównego Zarządu Wywiadowczego (Razwiedupra) Armii Czerwonej, dosłużył się stopnia komisarza pułkowego Armii Czerwonej. Po powrocie do ZSRR 1942 wraz z synem Rudolfem walczył w składzie 1 i 2 Mińskiej Brygady Partyzanckiej, później na Ukrainie, po kapitulacji Niemiec 1945 wrócił do ojczyzny, pracował w zarządzie miejskim Drezna, a od 1946 był tam dyrektorem przedsiębiorstwa przemysłowego. Od 1947 w organach bezpieczeństwa, 1950-1952 szef Zarządu Stasi Saksonii, 1952-1953 szef Okręgowego Zarządu Stasi w Dreźnie, 1953 szef Biura Informacyjnego przy Ministerstwie Bezpieczeństwa Państwowego NRD, od lutego 1953 generał major, 1953-1955 szef Wydziału Specjalnego Przeznaczenia Stats-Sekretariatu Bezpieczeństwa Państwowego Ministerstwa Spraw Wewnętrznych NRD, od 1954 do listopada 1955 członek Kolegium Stats-Sekretariatu Bezpieczeństwa Państwowego MSW NRD, od czerwca do listopada 1955 szef Inspekcji Kontrolnej MSW NRD, od listopada 1955 do maja 1955 szef Inspekcji Kontrolnej MBP NRD, członek Kolegium MBP NRD.